# كعك الأرز

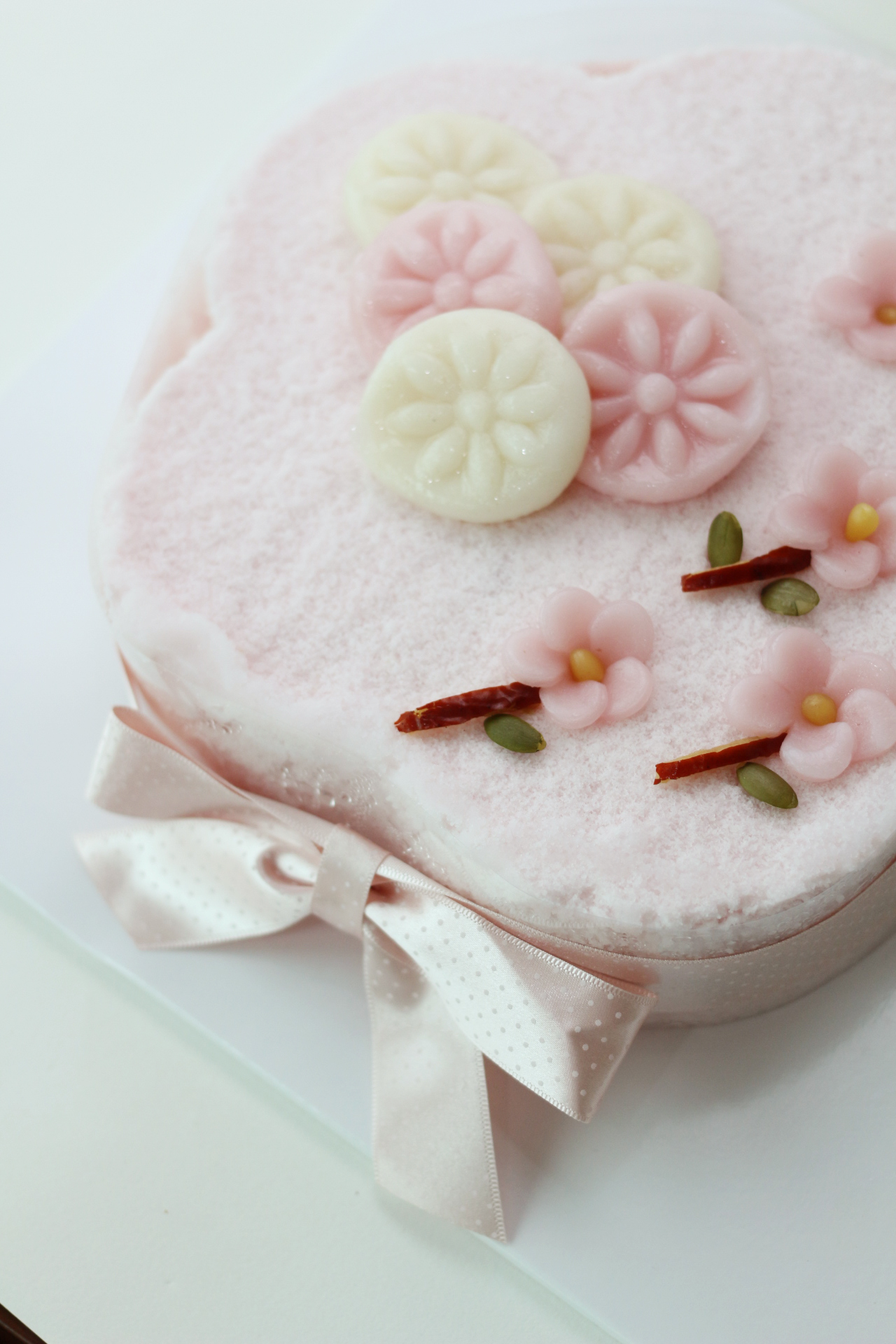
تتيوك ، صنف من كعك الأرز الكوري

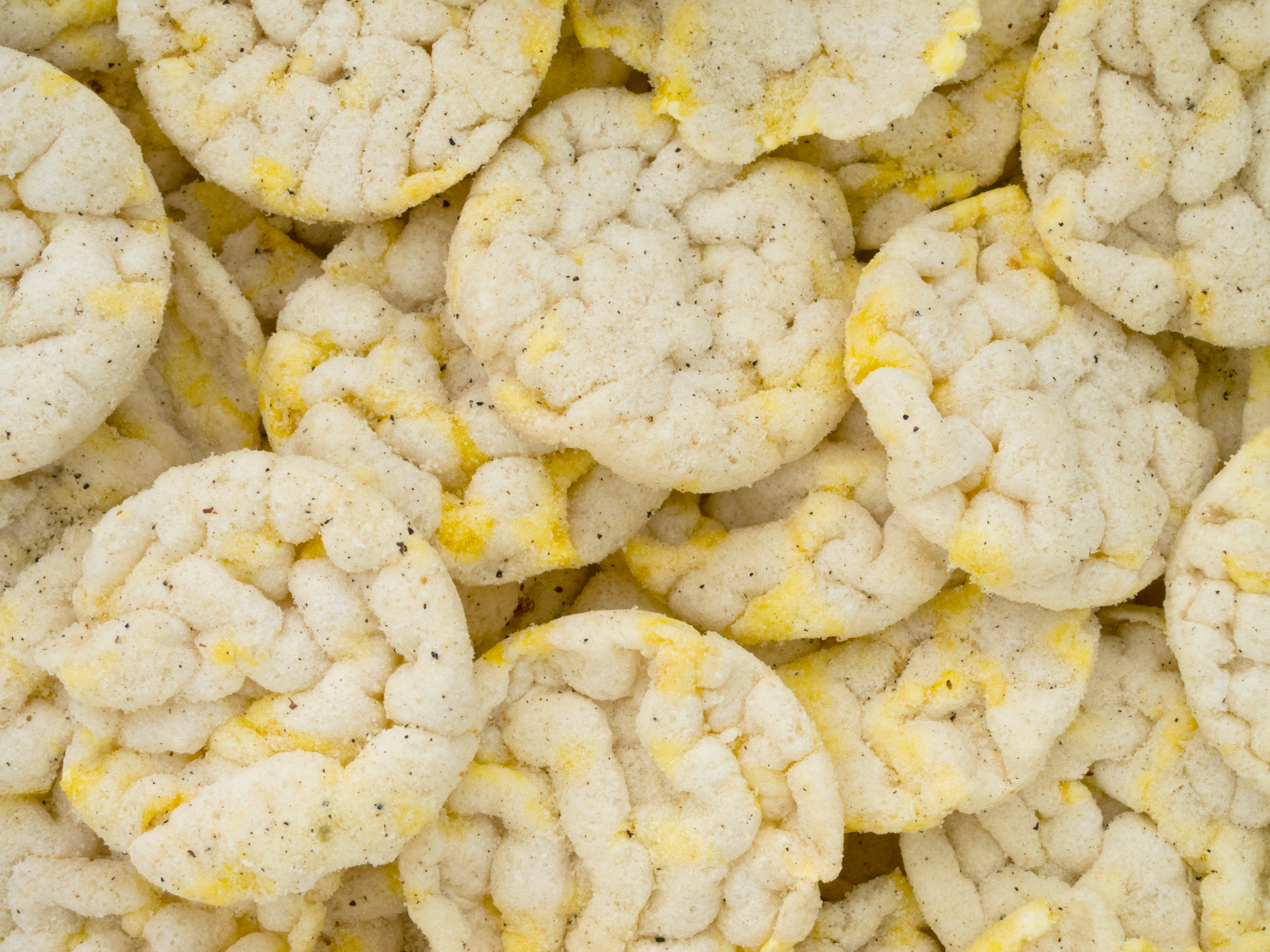
كعكات أرز منتفخة ، تُباع تجارياً في أمريكا الشمالية وأوروبا

قد تكون كعكة الأرز أي نوع من المواد الغذائية المصنوعة من الأرز الذي تم تشكيله أو تكثيفه أو دمجه بطريقة أخرى في جسم واحد. توجد مجموعة متنوعة من كعكات الأرز في العديد من الثقافات المختلفة التي يؤكل فيها الأرز وهي منتشرة بشكل خاص في آسيا . تشمل الاختلافات الشائعة الكعك المصنوع من دقيق الأرز ، و المصنوعة من الأرز المطحون ، وايضا المصنوعة من حبوب الأرز الكاملة المضغوطة معًا أو مجتمعة مع بعض المواد الرابطة الأخرى.